# Frontière entre le Laos et le Vietnam
La frontière entre le Laos et le Viêt Nam est la plus longue frontière du Laos, comme du Viêt Nam, avec une longueur de 2 161 km. 
Elle suit généralement la ligne de partage des eaux de la cordillère annamitique, sauf ponctuellement dans le sud, et dans le nord-ouest, où la province laotienne de Houaphan se trouve presque tout entière du côté vietnamien des crêtes.